# Baqueira-Beret

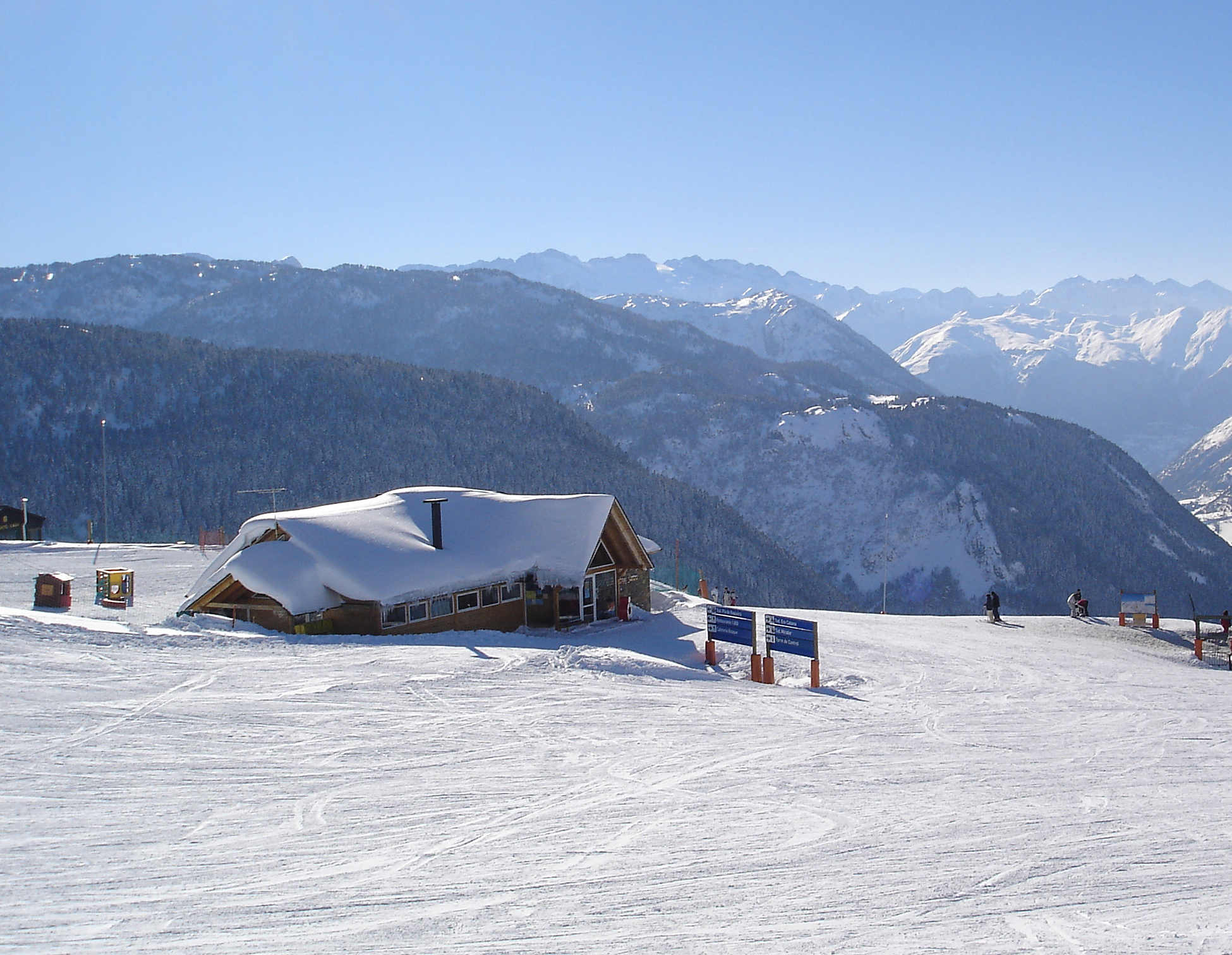
Skigebied Baqueira-Beret

Baqueira-Beret (Aranees; Baqueira Beret in het Spaans;  Vaquèira-Beret in het Catalaans) is een skigebied in de Pyreneeën, in de Catalaanse provincie Lleida.
Het skigebied ligt in de Val d'Aran in de gemeente Naut Aran en ligt op een hoogte van 1500 tot 2510 meter. Na het Andorrese skigebied Grandvalira, is Baqueira-Beret het grootste skigebied van de Pyreneeën, en tevens het grootste van Spanje met meer dan 100 km aan pistes.